# Будівничий з Норвуда
«Будівничий з Норвуда» — твір із серії «Повернення Шерлока Холмса»  шотландського письменника Артура Конана Дойля. Уперше опубліковано Strand Magazine у 1903 році.

## Сюжет
До Шерлока Холмса та доктора Вотсона приходить молодий юрист з Блекхета, Джон Гектор Макфарлейн, якого звинувачують у вбивстві одного зі своїх клієнтів, будівничого Йонаса Олдакра. Візитер розповідає, що будівничий прийшов до нього напередодні і попросив оформити заповіт. Макфарлейн здивувався змісту слів містера Олдакра, адже своїм єдиним спадкоємцем він зробив його.
Макфарлейн приїздить в Норвуд до Олдакра, щоб розглянути певні документи, які після ознайомлення були поміщені до сейфу. Так як було вже пізно вертатися додому, юрист зупинився в готелі. Зранку в газеті він прочитав про вбивство, у якому звинувачують його.
Існує немало доказів причетності Макфарлейна. На місці вбивства знайдено його палицю. А також те, що вогонь був загашений після вбивства. Здається очевидним, що вбивця Джон Макфарлейн, адже в той час він був у Олдакра.

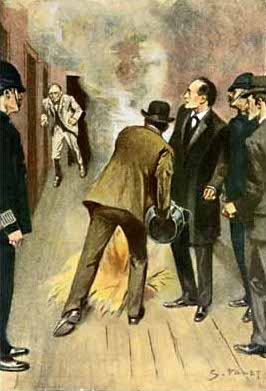
Холмс змушує Олдакра вийти зі схованки

Розпочавши розслідування, Холмс дізнається, що мати Макфарлейна декілька років тому була заручена, але потім пішла від нього, так як він був настільки жорстоким, що дозволяв кішці спокіно їсти пташок.
Вивчивши заповіт написаний юристом, детектив робить висновок, що він написаний поспіхом, наче тому, хто писав, було все одно, що саме він писав. Також він зазначає, що почерк чергується розбірливим та нерозбірливим, з чого Холмс робить висновок, що заповіт був написаний у потязі, де під час зупинок почерк був розбірливим під час зупинок. Вивчивши всі обставини, він повідомляє інспектору Лестрейду, що, Макфарлейн, якщо Олдакр і був убитий, не причетний до пропажі паперів..
Розслідуючи справу, Холмс розуміє, що в справі задіяна економка містера Олдакра, і що вона є ключем до розгадки справи.
Лестрейд знаходить відбиток пальця, як потім з'ясувалось, Макфарлейна, і вважає, що цього достатньо, для його покарання. Але Холмс зупиняє його зловтіху, пояснюючи це тим, що відбитку не було в перший день розслідування, і що Макфарлейн був весь день під вартою, отже хтось хитрує з ними.
Далі Холмс ще більше вражає Лестрейда та Вотсона. Він імітує пожежу, під час якої з потаємної кімнати зявлвється містер Олдакр, якого всупереч його протестам, затримують.
Вияляється що ця «гра» була влаштована, щоб помститися матері містера Макфарлейна. На жаль, Олдакр переграв зайвого. Також з'ясовується, що горе-жартівник, надсилав собі гроші, отримуючи їх під псевдонімом містера Корнеліуса. Таким чином Олдакр хотів, щоб його вважали мертвим, а самому розпочати «інше життя».